# Амха Селассие
Амха́ Села́ссие (амх. አቻምየለህ ታምሩ), имя при рождении Асфа́у Уо́ссен Таффари́ (амх. አስፋው ዋሴ ታፈረ; 27 июля 1916, Харэр, Эфиопская империя — 17 февраля 1997, Виргиния, США) — последний номинальный монарх Эфиопии (1974—1975). Впервые он был провозглашён императором во время неудачной попытки переворота императорской гвардии против его отца Хайле Селассие в декабре 1960 года. Через несколько дней переворот был подавлен, а император Хайле Селассие восстановил свою власть. Вторично Амха Селассие был объявлен императором после низложения своего отца 12 сентября 1974 года, но он отказался признавать себя императором Эфиопии. В марте 1975 года в Эфиопии была отменена монархия и провозглашена республика. 8 апреля 1989 года Амха Селассие был провозглашён императором Эфиопии в изгнании. На этот раз он признал своё выдвижение и легитимность своего императорского титула.
Родился в городе Харэр на востоке Эфиопии (регион Харари). Старший сын Тэфэри Мэконнына, губернатора Харэра и будущего императора Эфиопии (1892—1975), и его жены Менем Асфау (1889—1962). После своего провозглашения императором он принял имя Амха Селассие I.

## Биография
2 ноября 1930 года, когда его отец занял императорский престол Эфиопии под именем Хайле Селассие, Амха Селассие стал наследным принцем. Наследному принцу Асфау Уоссену было присвоено звание Мэрыд Азмач (амх. መርዕድ አዝማች), также он получил в удельное владение провинцию Уолло. В 1931 году кронпринц женился на Уолете Исраэль Сейюм (1907—1989), дочери эфиопского аристократа, раса Сейюма Мангаши (1887—1960) и правнучке императора Йоханныса IV, правившего в 1872—1889 годах. После итальянского вторжения в Эфиопию в 1936 году, наследный принц и принцесса отправилась в изгнание вместе с остальными членами императорской семьи. Они расстались примерно в 1938 году, а официально развелись в 1941 году.
В 1941 году после восстановления власти императора Хайле Селассие в Эфиопии кронпринц вернулся на родину и участвовал в кампании по изгнании итальянских войск из последнего эфиопского города Гондэр. Он кратко исполнял обязанности губернатора провинций Бэгемдыр и Тыграй, продолжая владеть провинцией Уолло.
В 1945 году кронпринц Амха Селассие вторично женился на Медфериашворк Абебе (1922—2009), дочери дэджазмача и генерал-майора Абебе Демтю. Во втором браке у кронпринца родились трое дочерей и один сын.
Вечером 13 декабря 1960 года, командующий императорской гвардии Менгисту Ныуай и его брат Гырмаме организовали попытку государственного переворота и захватили власть в Эфиопии, пока император Хайле Селассие находился с визитом в Бразилии. Лидеры мятежников задержали наследного принца Асфау Уоссена в императорском дворце, а на следующее утро, получив контроль на большей частью столицы, вынудили кронпринца прочитать по радио о том, что он принимает императорскую корону вместо отца и объявляет о государственных реформах. Но главнокомандующий регулярной армии Арате Медина Кассы и начальник штаба, генерал-майор Маред Мангеша, контролировавшие эфиопские армейские части и ВВС, поддержали законного императора. Патриарх Эфиопии Абуна Басилиос предал анафеме всех тех, кто сотрудничал с мятежниками. 15 декабря начались бои в столице. Мятежники были изгнаны из Аддис-Абебы. Перед отступлением мятежники убили многих членов правительства и знати, содержавшихся в зелёной гостиной дворца. Среди погибших были Абебе Арегаи и Сейюм Мангаша. Император вернулся в Эфиопию и вступил в столицу 17 декабря. Было разъяснено, что кронпринц действовал по принуждению, его мировоззрение уже давно считалось значительно более либеральным, чем у его отца, поэтому всегда подозревали, что он был добровольным участником попытки путча. Также считалось, что Медфериашворк Абебе, жена кронпринца, выступала против попытки переворота.
В 1973 году кронпринц Асфау Уоссен перенёс обширный инсульт и был отправлен на лечение в Швейцарию. Он уехал в сопровождении своих жены и дочери. После перенесённого инсульта наследный принц не мог свободно ходить, у него была парализована одна сторона, инсульт также сказался на его речи. Когда принц Асфау Уоссен был при смерти, его сын, принц Якоб Зера, студент Оксфордского университета, был назначен исполняющим обязанности «наследного принца».

## Краткое правление
12 сентября 1974 года эфиопский император Хайле Селассие был отстранён от престола и арестован военными. Хайле Селассие не подписал отречения от престола и не отказался от своих прав на власть. Военная хунта объявила наследного принца Асфау Уоссена «королём» вместо «императора», но он отказался признавать свержение с престола своего отца. Когда новое правительство убило 61 бывших чиновников императорского правительства, кронпринц Асфау Уоссен выступил с заявлением, которое транслировалось на Би-би-си. Кронпринц заявил, что он отказывается признавать декларацию Эфиопии о нём, как новом монархе, вместо своего отца. Он продолжал использовать титул наследного принца в изгнании до апреля 1989 года, когда он принял титул императора Эфиопии под именем Амха Селассие I.

## Жизнь в изгнании
12 сентября 1974 года военная хунта в Эфиопии свергла императора Хайле Селассие и объявила, что наследный принц Асфау Уоссен был объявлен императором после своего возвращения с лечения в Женеве (Швейцария). Асфау Уоссен должен был править как конституционный монарх. После свержения Хайле Селассие к власти в Эфиопии пришёл Временный военно-административный совет (Дерг) (1974—1987).
Однако кронпринц Асфау Уоссен отказался признавать эту декларацию и не вернулся в Эфиопию. Когда он объявил, что посетит посольство Эфиопии в Лондоне, то посол попросил эфиопские власти дать инструкции относительно того, должен ли он принять его как императора и главу государства, или он должен быть принят как наследный принц, посещающий Великобританию. Эфиопское правительство ответило, что кронпринц должен был быть принят как простой гражданин Эфиопии. В марте 1975 года революционеры упразднили монархию в Эфиопии. Наследный принц навсегда поселился в Лондоне, где уже тогда проживали несколько членов императорской династии. Другие члены императорской династии, которые всё ещё находились в Эфиопии, во время революции были заключены в тюрьмы, включая Хайле Селассие и многих других родственников. 27 августа 1975 года скончался свергнутый император Хайле Селассие, а затем в январе 1976 года умерла старшая дочь Амхи Селассие от первого брака. Члены императорской семьи оставались в заключении до 1988 года (женщины) и 1989 года (мужчины).
В апреле 1989 года наследный принц Асфау Уоссен был провозглашён «императором Эфиопии» в изгнании, в своём доме в Лондоне бежавшими членами эфиопской общины. Он принял тронное имя — Амха Селассие I. Его супруга также стала использовать титул «императрица». Через год император и императрица в изгнании переехали в Маклин, штат Виргиния, США, чтобы быть рядом с эфиопскими эмигрантами около Вашингтона, округ Колумбия.
В 1991 году после падения режима президента Менгисту Хайле Мариама и прихода к власти в Эфиопии РДФЭН Амха Селассие основал монархическое движение Моа Anbessa, чтобы способствовать восстановлению монархии в Эфиопии и объявил о своём желании посетить родину. Однако после эксгумации останков императора Хайле Селассие разгорелся спор между императорской династией и новым эфиопским правительством по поводу похорон покойного монарха. Правительство отказалось похоронить Хайле Селассие с государственными почестями, и, как следствие, возвращение Амха Селассие было отложено на неопределённый срок.

## Смерть
Амха Селассие скончался в возрасте 82 лет 17 февраля 1997 года после длительной болезни в американском штате Виргиния. Он так и не оправился от инсульта, случившегося с ним в 1973 году. Его тело было доставлено на родину в Эфиопию и торжественно похоронено в Соборе Святой Троицы в Аддис-Абебе. Похоронной церемонией руководил патриарх Абиссинский и католикос Эфиопии Абуна Павел.

## Ордена, награды и почётные звания
Амха Селассие был удостоен множества наград, в том числе:

### Национальные
- Большая лента и цепь Ордена Соломона (1930)
- Большая лента Ордена Печати Соломона
- Большая лента Ордена Святой Троицы
- Большая лента Ордена Менелика II
- Большой крест и цепь Ордена Звезды Эфиопии
- Военная медаль Хайле Селассие I.

### Зарубежные
- Большой крест Орден Леопольда I (Бельгия, 1958)
- Большой крест Ордена Южного Креста (Бразилия, 4 июля 1958 года)
- Орден Слона (Дания, 15 января 1970)
- Цепь Орден Мухаммеда Али (Египет, 1932)
- Цепь Ордена Нила (Египет)
- Большой крест Ордена чёрной звезды (Франция, 30 октября 1930 года)
- Большой крест ордена Почётного легиона (Франция, 2 января 1932 года)
- Большой крест 1-й степени ордена «За заслуги» Федеративной Республики Германия (Германия)
- Орден Звезды Ганы (Гана, 1970)
- Большой крест Ордена Спасителя (Греция, 1959)
- Большой крест Ордена святых Маврикия и Лазаря (Италия, 1932)
- Орден Хризантемы (Япония)
- Большая лента Ордена Восходящего солнца (Япония)
- Большая лента Ордена Звезды Иордании (Иордания, 1960)
- Большая лента Национального ордена Кедра (Ливан)
- Большой крест Ордена Нидерландского льва (Нидерланды, 7 ноября 1953 года)
- Большой крест Ордена Святого Олафа (Норвегия, 1956)
- Большой крест Ордена Возрождения Польши (Польша, 30 октября 1930 года)
- Орден Звезды Румынии, 1-го класса (Румыния, 1967)
- Большой крест Ордена Изабеллы Католической (Испания, 27 апреля 1971)[2]
- Коммандер Большого Креста Ордена Вазы (Швеция, 9 января 1935)
- Орден Серафимов (Швеция, 15 ноября 1954 года)
- Большая лента Ордена Белого слона (Таиланд, 1970)
- Большая лента Ордена Короны Таиланда (Таиланд)
- Большой Крест Ордена Святого Михаила и Святого Георгия (Великобритания, 1958)
- Большой крест Ордена папы Пия IX (Ватикан, 1932)
- Большая звезда специального класса ордена Возрождения (Иордания)

## Почётные воинские звания
Амха Селассие были присвоены следующие воинские звания:
- Фельдмаршал, Имперская Армия Эфиопии
- Адмирал флота, Имперский Военно-Морской Флот Эфиопии[англ.]
- Маршал ВВС, Имперские Военно-Воздушные Силы Эфиопии.